# Carl Palmer
Carl Frederick Kendall Palmer (Birmingham, 1950. március 20. –) angol dobos.

## Életpályája
Egészen kis gyermekként kezdett el érdeklődni a komolyzene iránt. Első hangszere a hegedű volt, de 11 évesen már csak dobolni szeretett volna, hisz látta játszani Sal Mineo-t a Drum Crazy című filmben.
14. születésnapjára megkapta első dobfelszerelését, Tommy Cunliffe oktatótól tanulta meg az első lépéseket. Első lemeze a Buddy Rich Sings Tony Mercer volt, melynek a címében az egyik példaképét "rejtette el" (Buddy Rich).
Első profi zenekara a The Mecca Dance Band lett, ám itt csak 6 hónapig játszott. 15 évesen már a Kings Bees-ben játszott, melynek a neve nemsokára The Craig-re változott. Itt se volt sokáig: leszerződött Chris Farlowe mellé, aki a Thunderbirds tagja volt. Itt Mick Jagger volt a menedzser mégsem sikerült az átütő siker, így Carl továbblépett: a The Crazy World of Arthur Brown-nak lett a dobosa. Itt elnyomták a játékát: minden rajongó csupán Arthur Brown showelemeire figyelt. Nem is maradt tovább: lelépett Vincent Crane-nel, majd megalapította az Atomic Rooster-t. A zenekar progresszív zenét játszott, így a rajongóknak, s a kritikusoknak is nagyon tetszett a zene, melyet Carl elképesztő szólói tettek még izgalmasabbá.
Innen kezdődött csak a karrierjének felívelése, hisz Keith Emerson felkereste, s elmondta neki, hogy a King Crimson-os Greg Lake-kel új trió alapul, s szeretné őt látni a dobos szerepében. Palmer-t először hidegen hagyta az ügy, hisz az Atomic Rooster egyre sikeresebb lett, de miután elment egy próbára egyből csatlakozott az együtteshez. Az együttes az Emerson, Lake & Palmer nevet vette fel.
Az ELP világsikernek örvendett, hisz telt házas koncertjeik mellett, 30 millió lemezük fogyott el világszerte. Miközben a trió tagjai a nagy sikerű Works Volume 1-en, s a Volume 2-n dolgoztak, addig Carl egy saját ütőhangszeres concerto-t írt.
A zenekar 1979-ben feloszlott, de Palmer folytatta a pályafutását: saját együttest alapított, melynek a neve PM lett. Az együttesre sose kacsintott a szerencse, így nemsokára abbahagyták a zenélést.
1981-ben megkereste őt Brian Lane, aki Steve Howe-nak keresett új együttest. Palmer beleegyezett, míg mellette John Wetton, s Geoffrey Downes lettek a tagok. Az együttes neve Asia lett, míg első lemezüket szintén ugyanígy nevezték el. Az albumon olyan slágerek szerepeltek, mint a Heat of the Moment, az Only Time Will Tell vagy a Sole Survivor. Ezek a számok hamar a slágerlisták élére ugrottak. Egy évvel később 1983-ban kiadták az újabb lemezt, melynek Alpha lett a neve. Itt is volt két sikerszám: a Don't Cry, s a The Smile Has Left Your Eyes. Ekkor kilépett Wetton, míg helyére Greg Lake érkezett. Steve Howe is távozott, őt az eddig ismeretlen Mandy Meyer váltotta. Kiadták az Astra-t, melyen csak a Voice of America tudott átütő sikert hozni. Ekkor ideiglenesen kilépett Carl: ismét összeállt Emerson-nal, s a kaliforniai Robert Berry-vel. Így hárman felvették a To the Power of Three című lemezt, de a rajongók folyamatos ELP-ezése miatt felbomlottak. Visszament az Asiához, ahol a korszakot lezárva kiadták a Then & Now című korongot, melyen mind új, mind régebbi számok rajta voltak. A Days Like These, s a Prayin'4 a Miracle hozott nagy örömöt a rajongóknak. Ismét elhagyták a zenekart tagok, s jöttek újak, de Palmer is már csak egy albumon játszott: az 1992-es Aqua-n. Ez zárta karrierjének Asia-s szakaszát.
Ezután újra akarta alakítani az ELP-t, de először csak egy filmhez írt zenét a trió. Ám az együttes nemsokára egy albummal is kedveskedett a rajongóinak: diadalmasan visszatértek a Black Moon című koronggal. 1994-ben kiadták második lemezüket is (az új egyesülés óta), ennek neve In The Hot Seat.
A mesteri dobos szólókarrierbe kezdett: világkörüli koncertturnéra indult új zenészeivel.